# Marian Janiszewski
Marian Janiszewski (ur. 11 kwietnia 1917 w Lisiej Górze, zm. 7 listopada 1998 w Nowym Wiśniczu) – polski duchowny katolicki, długoletni proboszcz parafii Najświętszej Maryi Panny Wniebowziętej w Nowym Wiśniczu, Honorowy Obywatel Miasta Wiśnicza.
Marian Janiszewski był synem Piotra i Ludwiki Kaziród. Miał sześcioro rodzeństwa, troje zmarło w dzieciństwie. Po ukończeniu I Gimnazjum w Tarnowie wstąpił do Wyższego Seminarium Duchownego w Tarnowie. Święcenia kapłańskie przyjął z rąk biskupa Edwarda Komara 31 marca 1940 roku w warunkach konspiracyjnych. Był wikariuszem w Rzepienniku Biskupim, Ciężkowicach, Sękowej i w tarnowskiej parafii katedralnej.
15 lipca 1958 roku został mianowany wikariuszem adiutorem w parafii w Nowym Wiśniczu. Z powodu sprzeciwu władz państwowych jego nominacja na proboszcza była odkładana. Został nim dopiero 29 stycznia 1971 roku. W latach 1960–1985 był również dziekanem dekanatu lipnickiego. W czasie swej opieki nad parafią doprowadził do kapitalnego remontu zabytkowego kościoła i jego otoczenia. Otaczał troską duszpasterską więźniów wiśnickiego Zakładu Karnego i internowanych w stanie wojennym. W 1970 roku otrzymał honorową godność Kapelana Jego Świątobliwości, zaś w 1996 Prałata honorowego Ojca Świętego.
Odszedł ze stanowiska proboszcza w 1986 roku, pozostając w parafii jako rezydent. W latach 90. był powoływany w skład różnych rad diecezjalnych, takich jak Rada Kapłańska i Kolegium Konsultorów Diecezji Tarnowskiej oraz Diecezjalna Komisja Personalna. 12 listopada 1995 roku przyznano mu tytuł Honorowego Obywatela Miasta Wiśnicza.
Jego pasją było pszczelarstwo.